# Ntare V. Ndizeye
Ntare V. Ndizeye, König von Burundi (eigentl. Charles Ndizeye, * 2. Dezember 1947 in Gitega; † 29. April 1972 ebenda) war der letzte König (bzw. Mwami) des Königreichs Burundi von Juli bis November 1966. Bis zu seiner Thronbesteigung war er als Kronprinz Charles Ndizeye bekannt. Nach dem von Hutu initiierten Aufstand im Oktober 1965 verließ sein Vater, Mwambutsa IV., das Land und ging ins Exil in die Schweiz. Im März 1966 entschloss sich Mwambutsa IV., zugunsten seines Sohnes auf den Thron zu verzichten. Der Kronprinz folgte seinem Vater formell im Juli 1966 auf den Thron nach. König Ntare selbst konnte sich nur wenige Monate auf dem Thron halten und wurde bereits im November 1966, als er sich auf einem Auslandsbesuch befand, durch einen Staatsstreich des Regierungschefs Michel Micombero entmachtet. Burundi wurde zur Republik. Der König ging nach Deutschland und später nach Uganda ins Exil.

## Familie
Seine Mutter war Königin Baramparaye (1929–2007). Er hatte einen Halbbruder Prinz Louis Rwagasore, welcher nach der Unabhängigkeit des Landes erster Premierminister wurde (ermordet 1961), und zwei Halbschwestern; Prinzessin Rosa Paula Iribagiza (* 1934) und Prinzessin Regina Kanyange († 1987). Ntare V. wurde am Institut Le Rosey in der Schweiz ausgebildet.

## Späteres Leben
Nach seiner Absetzung im November 1966 kehrte der vormalige König im März 1972 in die Republik Burundi zurück. Kurz darauf begann die Volksgruppe der Hutu mit einem Volksaufstand und rief den kurzlebigen Staat Martyazo aus. Ugandas Präsident, Idi Amin, ließ sich von dem nun Burundi als Präsidenten regierenden Michel Micombero schriftlich versichern, dass Ntare nach Burundi zurückkehren dürfe, um dort als normaler Bürger zu leben. Mit dem Hubschrauber, den er vom ugandische Staatschef zu seiner Verfügung gestellt bekommen hatte, kehrte Ntare nach Burundi zurück. Innerhalb weniger Stunden wurde er im ehemaligen Palast in Gitega unter Hausarrest gestellt. Bald darauf verkündete der staatliche Rundfunk, Ntare habe versucht, eine Invasion zu starten, um die Herrschaft wiederzuerlangen. Einige Mitglieder der Regierung Burundis befürworteten eine Gefangennahme des Königs, andere wollten ihn tot sehen. König Ntare starb unter ungeklärten Umständen in der Nacht vom 29. auf den 30. April 1972. Bis heute ist unklar, ob er Opfer einer Verschwörung oder eines spontanen Gewaltausbruchs wurde. Radio Nationale du Burundi (RNB Broadcasting) teilt mit, dass der König beim Versuch, das Palastgelände zu verlassen, auf dem er unter Arrest stand, erschossen wurde. Anhänger des Königs behaupteten jedoch, er sei aus dem Palast gebracht worden und vor ein Erschießungskommando gestellt worden. Sein Leichnam soll anschließend in einem Massengrab verscharrt worden sein. Zwischenzeitlich war es dem Präsidenten des Landes Micombero gelungen, den Aufstand der Hutu niederzuschlagen. Unabhängige Quellen gehen heute davon aus, dass zwischen 80.000 und 210.000 Menschen während der Geschehnisse des Jahres 1972 starben.

## Auszeichnungen
- Grand Master of the Royal Order of Prince Louis Rwagasore.[5]
- Grand Master of the Royal Order of Ruzinko (Royal Male Drum).[5]
- Grand Master of the Royal Order of Karyenda (Royal Female Drum).[5]
- Grand Master of the Military Order of Karyenda (Royal Female Drum).[5]